# Urupês (ort)
Urupês är en ort i Brasilien.   Den ligger i kommunen Urupês och delstaten São Paulo, i den södra delen av landet, 600 km söder om huvudstaden Brasília. Urupês ligger 441 meter över havet och antalet invånare är 10 745.
Terrängen runt Urupês är platt. Närmaste större samhälle är Potirendaba, 19,8 km nordväst om Urupês.
Omgivningarna runt Urupês är en mosaik av jordbruksmark och naturlig växtlighet. Runt Urupês är det ganska glesbefolkat, med 42 invånare per kvadratkilometer.